# Сражение у острова Корпо
Сражение у острова Корпо (швед. Sjöslaget vid Korpoström) — морское сражение между российским и шведским галерными флотами во время русско-шведской войны 1741—43 г.г., закончившееся поражением шведов.
В 1743 году, несмотря на начавшиеся в Або переговоры по миру, обе стороны готовились к продолжению боевых действий. И русские, и шведы усиливали свой флот, особенно галерный, удобный для действий в шхерах у финского побережья, и готовились захватить Аландские острова.
В апреле шведский флот вышел в море. С него были проведены высадки на финское побережье и Аландские острова, захвачены несколько русских пикетов и сожжён заготовленный русскими корабельный лес для галер.
Для противодействия дальнейшим высадкам генерал Яков Кейт приказал отправить из Гельсингфорса и Фридрисхгама два прама, а также пехотные полки на галерах в сторону Або, всего 21 галера. 29 мая (18 мая по старому стилю) стороны установили визуальный контакт у острова Корпо, расположенного в нескольких милях от финского берега, но не смогли начать бой из-за сильного шторма.
Пока длилось волнение на море, русские за два дня установили на ближайших островках две артиллерийские батареи, всего 8 орудий. Ударными силами сошедшихся гребных флотилий были также прамы. У шведов был один прам, у русской эскадры — два.
Сражение началось 31 мая (20 мая по старому стилю) 1743 года в 3 часа дня и продолжалось до 7 часов вечера. Основную тяжесть боя в русской эскадре вынесли прамы «Олифант» и «Дикий бык», их поддерживали огнем всего три галеры. Остальные русские гребные суда, 18 галер, из-за тесноты пролива в шхерах, не могли участвовать в многочасовой артиллерийской дуэли.
Российские пушки через два часа дуэли вывели из строя шведский прам «Геркулес», он прекратил огонь и отошел за скалистые острова. К 7 вечера флагманская галера со шведским контр-адмиралом Фалькенгреном покинула поле боя. Ещё через час поврежденные вражеские галеры начали отступление — русские пушки разбили у них большую часть весел и многие, как описывалось в русском донесении, «шли в три весла». Согласно шведским источникам, их галера Stören захватила русскую галеру.
Ветер и отмели с рифами в шхерах помешали русским галерам начать преследование. Русская флотилия в том бою потеряла 9 убитых и 15 раненых.
Одержанная в бою 31 мая 1743 года победа имела стратегическое значение. Остров Корпо всего несколько миль отделяли от города Або, где уже шли русско-шведские переговоры, и дипломаты могли слышать артиллерийскую канонаду. Известие о российской победе ослабило позиции шведских послов, и уже в июне 1743 года Стокгольм согласился подписать мирный договор.